# Мицна, Амрам
Амра́м Ми́цна (ивр. עמרם מצנע‎ ,род. 20 февраля 1945) — израильский военный и политический деятель. Мэр Хайфы 1993—2002 гг., лидер партии Авода (2002—2003).

## Биография
Родился у выходцев из Германии в кибуце Доврат (Палестина, ныне Израиль). В детстве семья переехала в Кирьят-Хаим, затем в Хайфу. Учился в Реальной военной школе с интернатом в Хайфе. В 1963 году мобилизовался в ЦАХАЛЬ.
В 1977 году окончил являясь военным первую степень по географии, в 1979 году окончил военный колледж американской армии со степенью бакалавра, в 1989 году получил ещё один диплом бакалавра по международным отношениям от Гарвардского университета и в 1990 году диплом магистра по науке о государстве Хайфского университета. В 1990—1993 годах занимал в звании генерала должность главы отдела по планированию.
После демобилизации сразу вступил в политику выдвинув свою кандидатуру на должность мэра Хайфы против действующего мэра Арье Гурэля. Победив на выборах, Мицна начал массивную кампанию застройки Хайфы, назначив на все высшие должности в муниципалитете бывших военных.
В 2002 году выдвинул свою кандидатуру на должность лидера «Аводы» и вскоре победил на выборах. Его быстрый взлёт в партии без того, чтобы пройти членство в кнессете и министерское кресло вызвал недовольство и недоумения у многих коллег Мицны по партии. К общеизраильским выборам 2003 года Мицна выдвинул программу эвакуации всех еврейских поселений из сектора Газа. Слабая популярность Мицны и непопулярность в это время его программы привели к проигрышу партии на выборах, с 26 её представительство упало до 19. Неуспех партии быстро выразился на имидже лидера, которых не в силах противостоять своим коллегам, более опытным политикам через полгода ушёл в отставку с поста лидера партии. В дальнейшем Мицне тяжело было найти своё место в кнессете и 13 ноября 2005 года, когда ему предложили наладить дела в маленьком негевском городке Йерухаме на должности председателя местного совета он не колеблясь согласился уйти из кнессета и занять предлагаемую должность.
После распада фракции «Кадима» и формирования нового политического движения «Ха-Тнуа» во главе с Ципи Ливни Мицна примкнул к этой новой партии и на выборах в кнессет 19-го созыва шёл в её списке вторым номером, в итоге став одним из шести депутатов от «Ха-Тнуа».